# آرچه
آرچه (به ایتالیایی: Arce) یک کومونه در ایتالیا است که در استان فروزینونه واقع شده‌است. آرچه ۳۹٫۵ کیلومتر مربع مساحت و ۵٬۷۹۳ نفر جمعیت دارد و ۲۴۷ متر بالاتر از سطح دریا واقع شده‌است.